# Sur le globe d'argent
Pour plus de détails, voir Fiche technique et Distribution.
Sur le globe d'argent (Na srebrnym globie) est un film polonais réalisé par Andrzej Żuławski, tourné en 1976-1977, sorti en 1988. 
C'est l'adaptation du roman du même nom, qui est le premier volume de La Trilogie Lunaire (Trylogia Księżycowa), publié par Jerzy Żuławski en 1903.

## Synopsis
Des astronautes découvrent et colonisent une nouvelle planète. Après de nombreuses années, le seul survivant de l'équipage originel est surnommé Le vieil homme et est traité comme un demi-dieu par leurs descendants nés sur la planète. Avant sa mort, il envoie un message vidéo sur Terre avec une fusée. Marek reçoit le message et voyage jusqu'à la planète où il est accueilli en Messie.

## Fiche technique
- Titre original : Na srebrnym globie
- Titre français : Sur le globe d'argent
- Réalisation : Andrzej Żuławski
- Scénario : Andrzej Żuławski d'après Jerzy Żuławski
- Pays d'origine : Pologne
- Format : Couleurs - 35 mm - 1,66:1 - Mono
- Genre : aventure, fantasy
- Durée : 166 minutes
- Date de sortie : 1988

## Distribution
- Andrzej Seweryn : Marek (voix : Michał Bajor)
- Krystyna Janda : Aza, l'actrice
- Jerzy Trela : Jerzy
- Grażyna Dylag : Ihezal
- Waldemar Kownacki : Jacek
- Iwona Bielska : Marta
- Jerzy Gralek : Piotr
- Elżbieta Karkoszka : Ada

## Tournage
Andrzej Żuławski ayant quitté la Pologne pour la France en 1972 afin d'échapper à la censure polonaise, le succès du film L'important c'est d'aimer en 1974 incite cependant les autorités polonaises chargées des affaires culturelles à réévaluer leur position envers le réalisateur, et l'invitent à revenir en Pologne pour réaliser un projet de son choix. Le réalisateur, souhaitant depuis longtemps adapter la fresque littéraire de son grand-oncle, La trilogie lunaire, voit cette offre comme une chance unique de concrétiser son rêve.
Bénéficiant d'un important budget, il se lance dans l'écriture du scénario en 1975, et commence le tournage l'année suivante, en Pologne, Crimée, Désert de Gobi et montagnes de Caucase. Le film, prévu pour durer trois heures, nécessite de nombreux mois de tournage et une logistique importante que l'industrie cinématographique polonaise a du mal à assurer.
Au printemps 1977, après dix mois de tournage, alors qu'il reste encore trois semaines à tourner, le nouveau ministre de la culture, Janusz Wilhelmi, percevant le combat des Sélénites contre les Szerns comme une allégorie à peine voilée de la lutte du peuple polonais envers le totalitarisme, ordonne de stopper les prises de vue et de saisir tous les costumes et décors, obligeant ainsi le réalisateur a abandonner le projet alors qu'il reste encore environ 20 % de scènes à tourner.
Les négatifs du film, enfermés et rendus inaccessibles au réalisateur, sont malgré tout préservés par le Polish film studio and archives. Après cette expérience douloureuse, Żuławski revient en France poursuivre d'autres projets.
Ce n'est que huit ans plus tard, en 1987, tandis que la glasnost et la Perestroïka commencent à atténuer les effets de la Guerre froide, qu'Andrzej Żuławski sera enfin en mesure de retourner en Pologne pour récupérer les négatifs du film et effectuer le montage à partir des bobines inachevées. 
Ne pouvant reprendre le tournage pour tourner les vingt minutes manquantes, il filme, sans l'autorisation des pouvoirs publics, des scènes de rue qu'il utilise pour combler les trous du récit et compléter la voix-off qui remplacent les scènes manquantes. Il doit également recréer entièrement la bande sonore car celle-ci a complètement disparu.
Il aboutit à un montage d'une durée de 166 minutes, qui sera présenté en séance d'ouverture de la section Un certain regard lors du 41e Festival de Cannes en mai 1988.